# Glypta concava
Glypta concava är en stekelart som beskrevs av Dasch 1988. Glypta concava ingår i släktet Glypta och familjen brokparasitsteklar. Inga underarter finns listade i Catalogue of Life.